# کیم هی سون
کیم هی سون (کره‌ای: 김희선؛ زادهٔ ۱۱ ژوئن ۱۹۷۷) بازیگر اهل کره جنوبی است. او بیشتر به دلیل بازی در مجموعه تلویزیونی سرنوشت شناخته می‌شود.

## زندگی شخصی
کیم هی سون با پارک جو یونگ در یکی از هتل‌های سئول در ۱۹ اکتبر ۲۰۰۷ ازدواج کرد و او دخترش را در ۲۱ ژانویه ۲۰۰۹
به دنیا آورد.

## فیلم‌شناسی
| سال  | پروژه                  | کاراکتر        |
| ---- | ---------------------- | -------------- |
| ۲۰۰۱ | وانی و جونا            | وانی           |
| ۲۰۰۳ | یه مرد کسی که رفت مریخ | سو هی          |
| ۲۰۰۵ | افسانه                 | پرنسس او کی سو |
| ۲۰۱۱ | دولت‌های جنگ‌طلب         | پانگ فه ئی     |
| ۲۰۲۳ | شیرین عسل              | ایل یونگ       |

| سال  | پروژه             | کاراکتر      | شبکه |
| ---- | ----------------- | ------------ | ---- |
| ۱۹۹۹ | خداحافظ عشقم      | سئو یئون جو  | MBC  |
| ۲۰۰۳ | خانم زیبای من     | ها مین کیونگ | SBS  |
| ۲۰۰۵ | داستان عشق ناراحت | پارک هی این  | MBC  |
| ۲۰۰۶ | لبخند دوباره      | اوه دان هی   | SBS  |
| ۲۰۱۲ | سرنوشت            | اون سو       | SBS  |
| ۲۰۱۴ | روزهای شگفت انگیز | ها چائه وون  | KBC2 |
| ۲۰۱۵ | مادر عصبانی       | جو کانگ جا   | MBC  |
| ۲۰۱۷ | زن باوقار         | وو آه جین    | JTBC |
| ۲۰۱۹ | اتاق شماره ۹      | هه ای        | tvN  |
| ۲۰۲۰ | آلیس              | یون ته یی    | SBS  |
| ۲۰۲۲ | فردا              | گو ری ئون    | MBC  |

| سال  | پروژه                   | کاراکتر    |
| ---- | ----------------------- | ---------- |
| ۲۰۲۲ | ازدواج مجدد و خواسته ها | سو هه سونگ |